# Oskrzynia

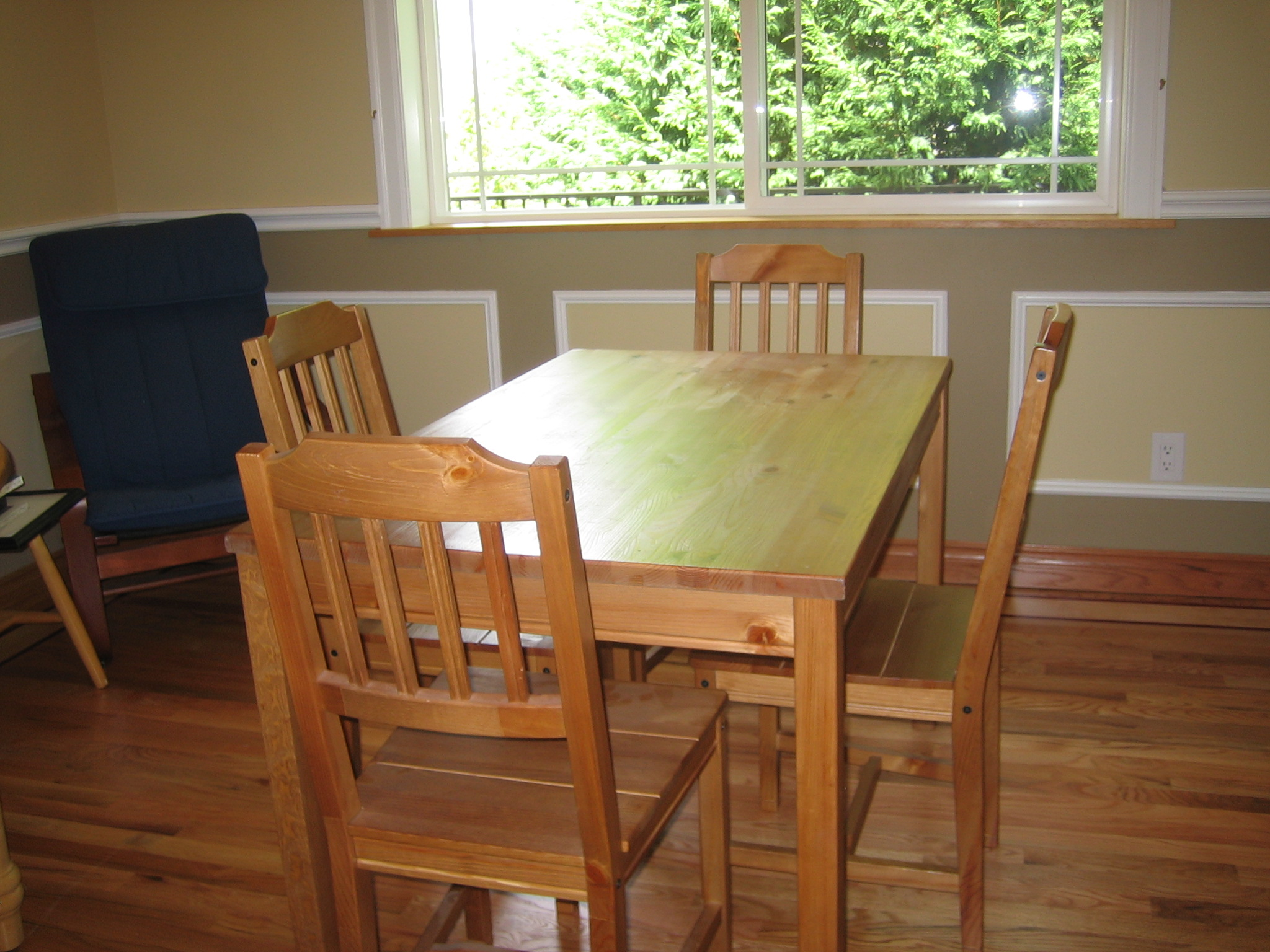
Krzesła wraz ze stołem o konstrukcji oskrzyniowej

Oskrzynia – element konstrukcyjny mebli szkieletowych. Funkcją oskrzyń jest połączenie górnej części nóg np. stołu, krzesła lub taboretu w podzespół konstrukcyjny, umożliwiający następnie przymocowanie do niego blatu lub siedziska.
Oskrzynie najczęściej są wykonane z drewna litego, płyty wiórowej lub sklejki. Mogą być wykonane także np. z metalu czy plastiku, jeżeli mebel jest wykonany również z tego rodzaju materiału.